# Бентон (округ, Арканзас)
Шаблон:StateAbbr_ 36°21′08″ пн. ш. 94°14′03″ зх. д. / 36.352222222222° пн. ш. 94.234166666667° зх. д.
Округ Бентон (англ. Benton County) — округ (графство) у штаті Арканзас. Ідентифікатор округу 05007.

## Історія
Округ утворений 1836 року.

## Демографія
За даними перепису
2000 року
загальне населення округу становило 153406 осіб, зокрема міського населення було 90339, а сільського — 63067.
Серед мешканців округу чоловіків було 75686, а жінок — 77720. В окрузі було 58212 домогосподарства, 43474 родин, які мешкали в 64281 будинках.
Середній розмір родини становив 3,01.
Віковий розподіл населення поданий у таблиці:
| Стать    | До 15 років | 15-21 | 22-29 | 30-39 | 40-49 | 50-65 | 65-85 | Понад 85 |
| -------- | ----------- | ----- | ----- | ----- | ----- | ----- | ----- | -------- |
| Чоловіки | 17494       | 7310  | 8134  | 11717 | 10287 | 10877 | 9158  | 709      |
| Жінки    | 16846       | 6917  | 7935  | 11522 | 10389 | 12005 | 10723 | 1383     |

## Суміжні округи
- Баррі, Міссурі — північ
- Керролл — схід
- Медісон — південний схід
- Вашингтон — південь
- Адер, Оклахома — південний захід
- Делавер, Оклахома — захід
- Макдональд, Міссурі — північний захід

## Виноски
1. ↑  U.S. Decennial Census. United States Census Bureau. Архів оригіналу за 26 лютого 2013. Процитовано 25 серпня 2015.
2. ↑  Historical Census Browser. University of Virginia Library. Архів оригіналу за 11 серпня 2012. Процитовано 25 серпня 2015.
3. ↑  Forstall, Richard L., ред. (27 березня 1995). Population of Counties by Decennial Census: 1900 to 1990. United States Census Bureau. Архів оригіналу за 24 вересня 2015. Процитовано 25 серпня 2015.
4. ↑  Census 2000 PHC-T-4. Ranking Tables for Counties: 1990 and 2000 (PDF). United States Census Bureau. 2 квітня 2001. Архів оригіналу (PDF) за 18 грудня 2014. Процитовано 25 серпня 2015.
5. ↑  State & County QuickFacts. United States Census Bureau. Архів оригіналу за 7 липня 2011. Процитовано 19 травня 2014. [Архівовано 2011-08-06 у Wayback Machine.](англ.) Наведено за англійською вікіпедією.
6. ↑  American FactFinder. Бюро перепису населення США. Архів оригіналу за 26 лютого 2012. Процитовано 31 січня 2008. [Архівовано 2008-05-21 у Wayback Machine.]

| США | Це незавершена стаття з географії США. Ви можете допомогти проєкту, виправивши або дописавши її. |